# Sagy (Val-d'Oise)
Sagy é uma comuna francesa na região administrativa da Ilha de França, no departamento do Vale do Oise. Estende-se por uma área de 10.53 km². Em 2010 a comuna tinha 1 132 habitantes (densidade: 107,5 hab./km²).